# Sjöskumspipan 4

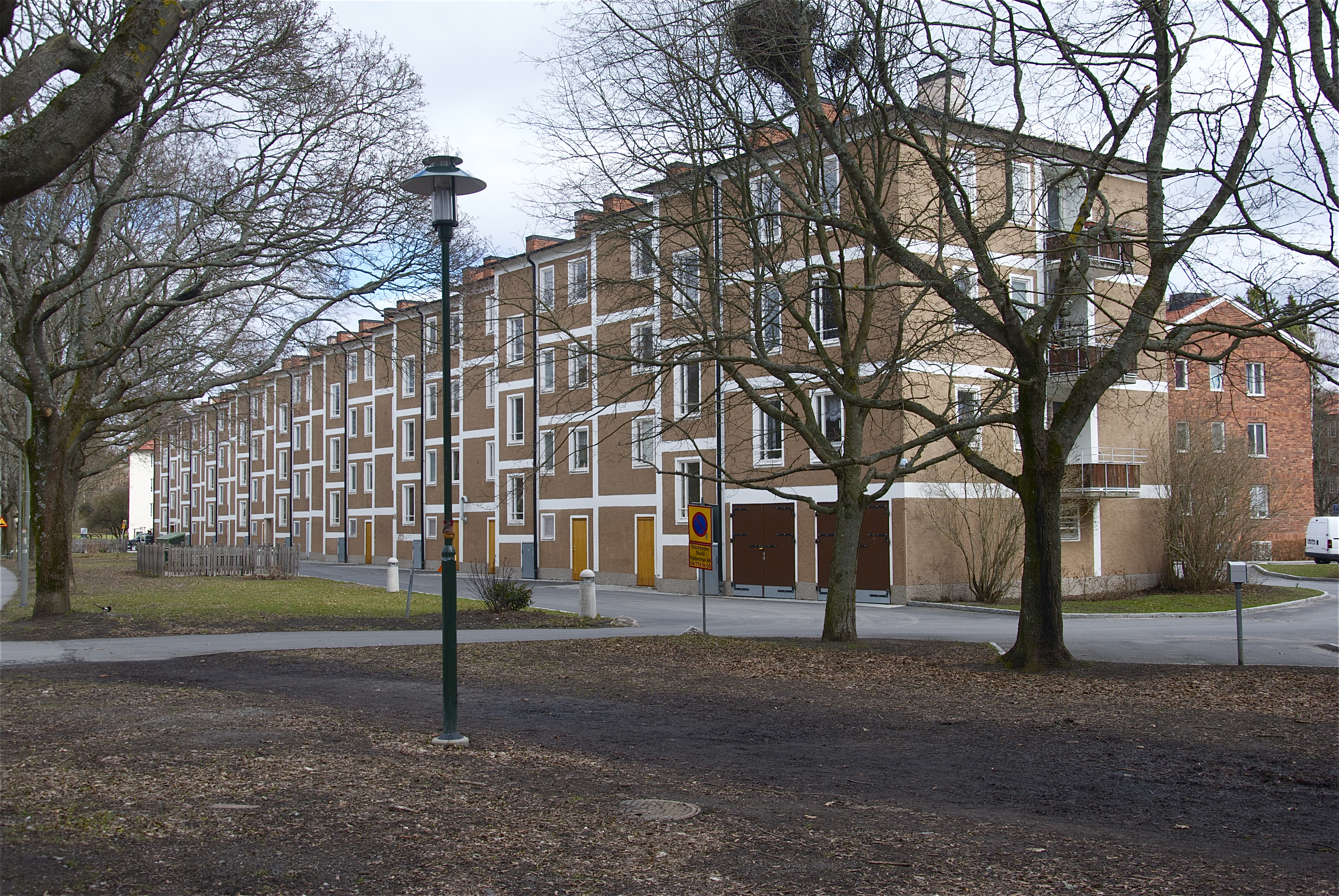
Sicksackhuset sett från Fagersjövägen

Sjöskumspipan 4 är ett kulturhistoriskt värdefullt bostadshus på Fagersjövägen i Hökarängen i södra Stockholm uppfört 1949-1952. Huset ingår i ett lamellhusområde känt som Tobaksområdet bestående av 16 hus som uppfördes i början av 1950-talet efter ritningar av David Helldén för Stockholmshems räkning. Området är beläget väster om Hökarängens centrum som också ritades av Heldén. 

## Beskrivning
Huset är känt som sicksackhuset beroende på sin speciella veckade form med i sidled förskjutna fasadpartier. Varje fasadparti är tre fönsteraxlar breda och på ena sidan är balkonger placerade i vinkel mellan förskjutningarna. Huset är uppfört i tegel med en putsad fasad med horisontell och vertikal listindelning. Entréerna omges av marmoromfattningar och har kvar sina ursprungliga ekportar som förekommer i olika design. I bottenvåning finns två garage och några lokaler. 
Fastigheten inventerades av Stadsmuseet i Stockholm 2005 och gavs blå märkning vilket betyder att den representerar "synnerligen höga kulturhistoriska värden". Inventeringen lyfter fram att huset är ett av 1950-talets mest särpräglade bostadsbyggnader i Stockholm, att huset bevarar den ursprungliga arkitekturen i alla detaljer samt att den veckade fasaden utgör ett karaktärsskapande inslag i stadsbilden. Även resten av området ansågs ha ett stort kulturhistoriskt värde och är grönmärkt.

## Bilder

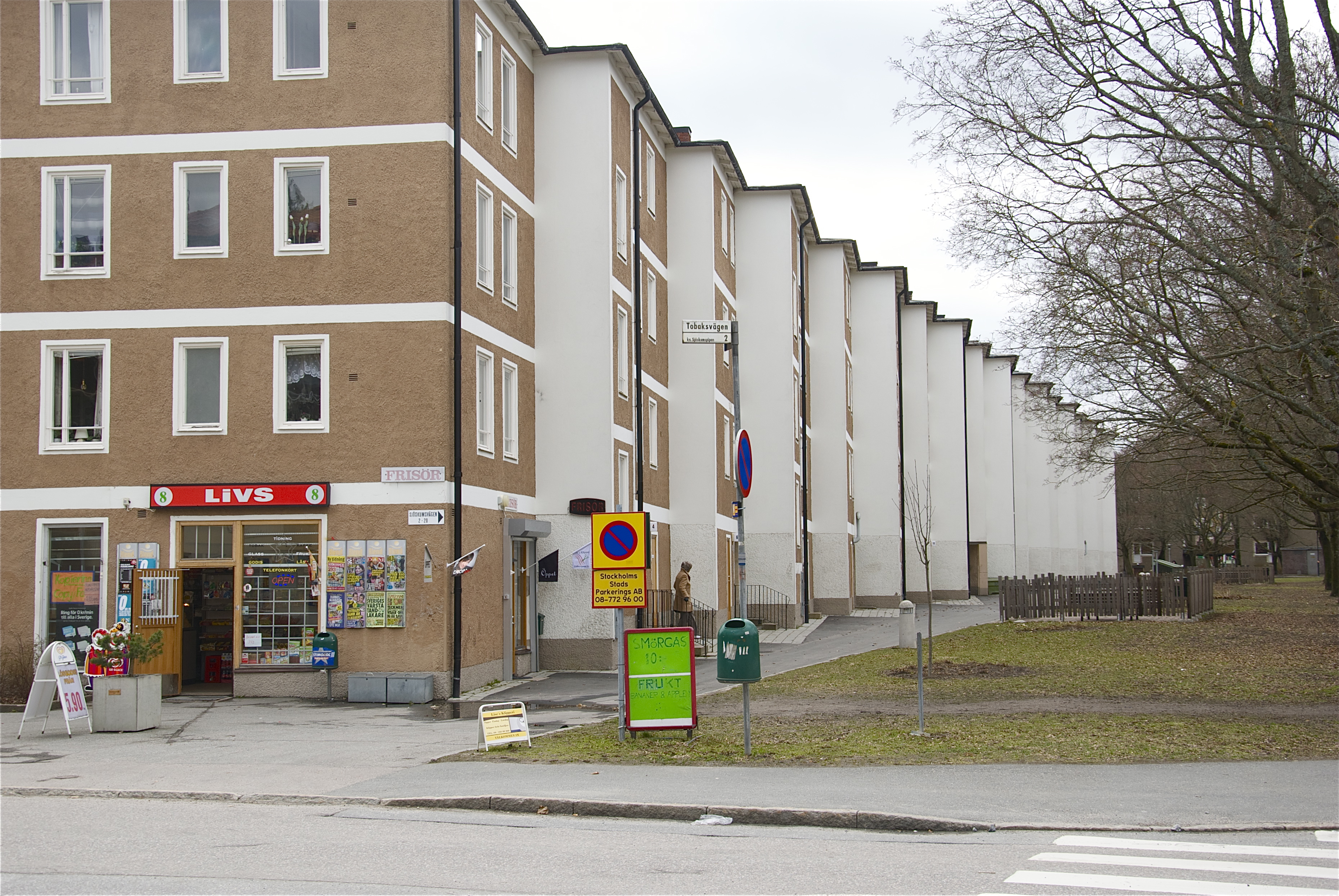
Fasad mot nordväst
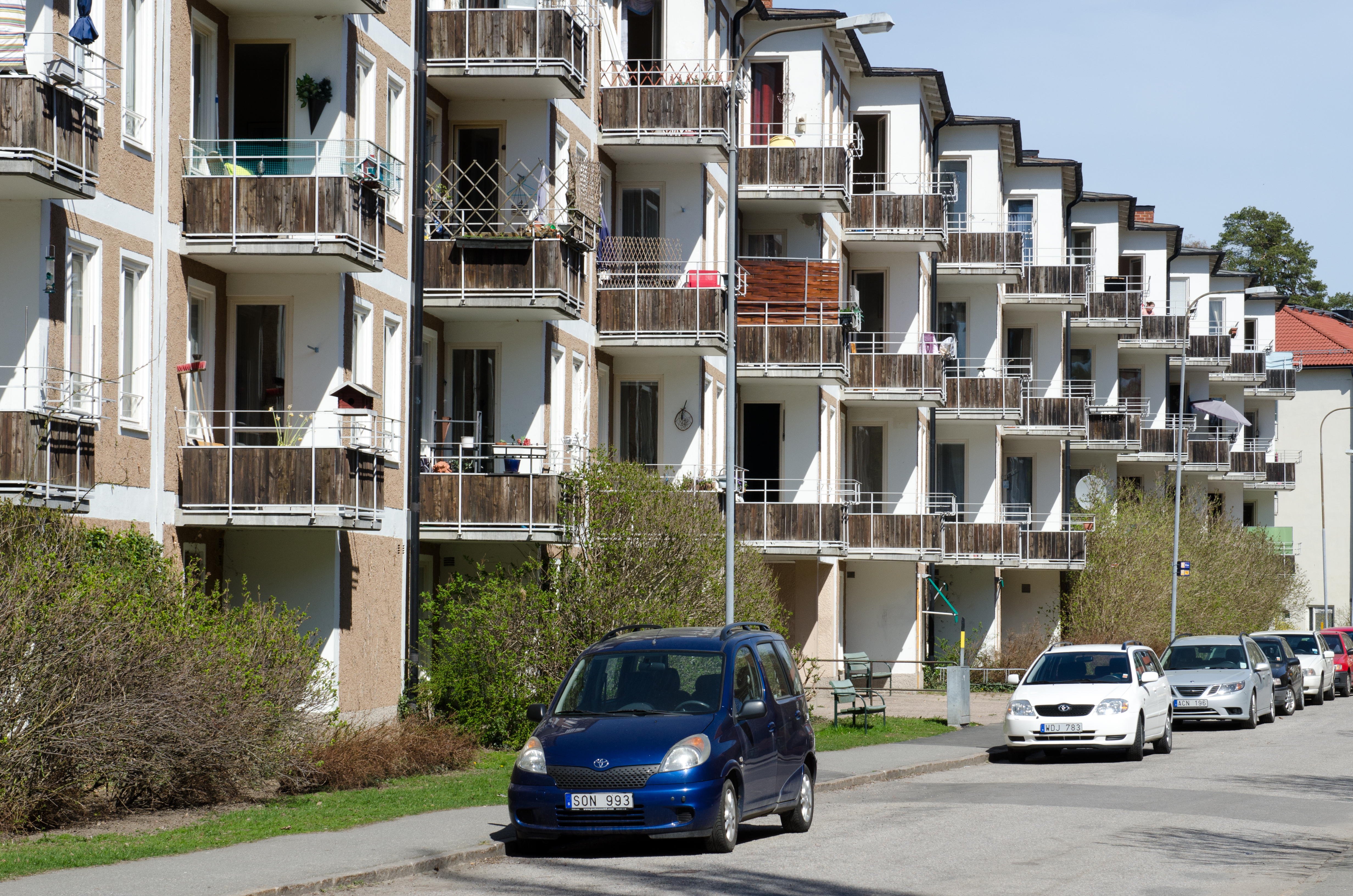
Fasad mot sydost.
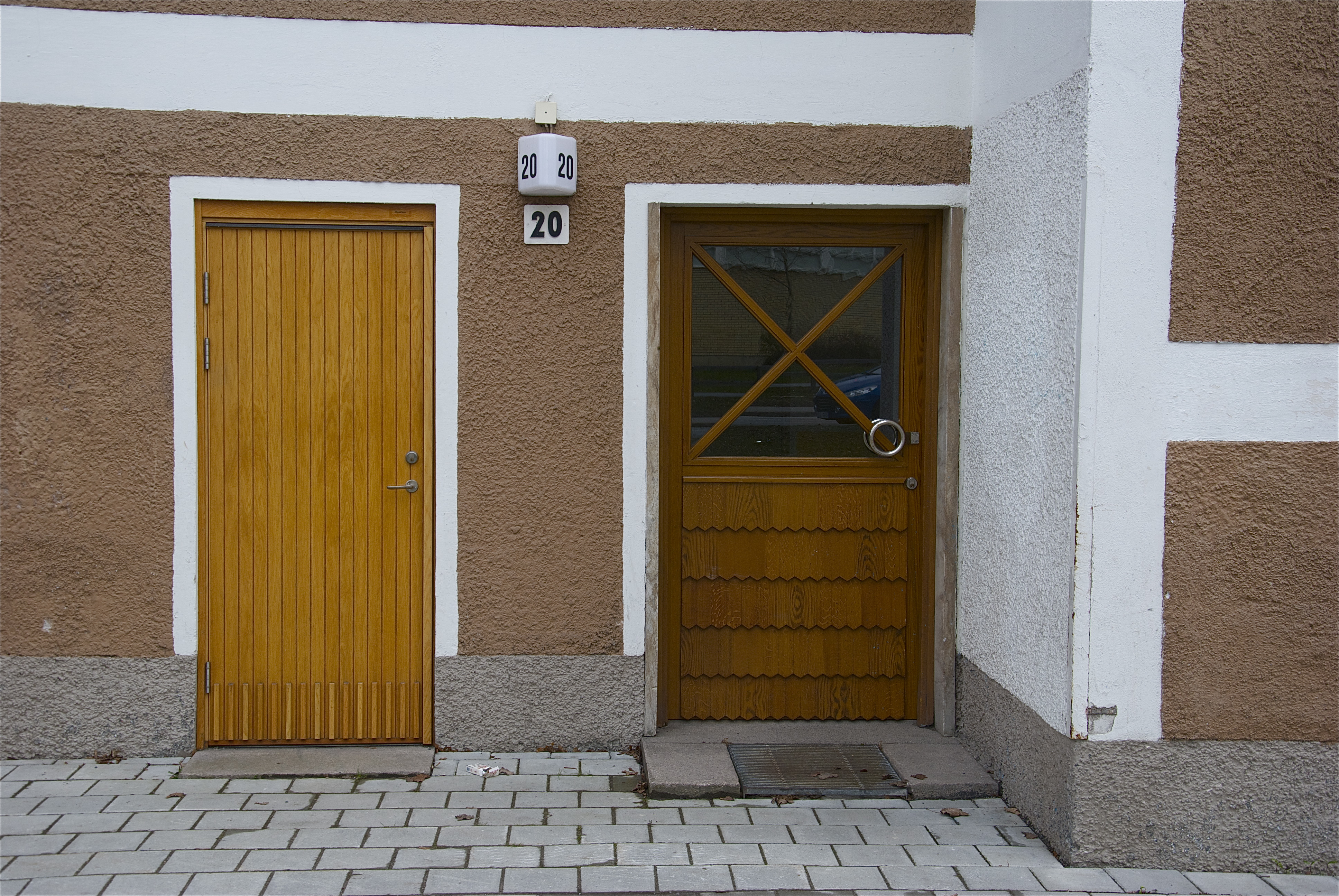
En av entréerna.
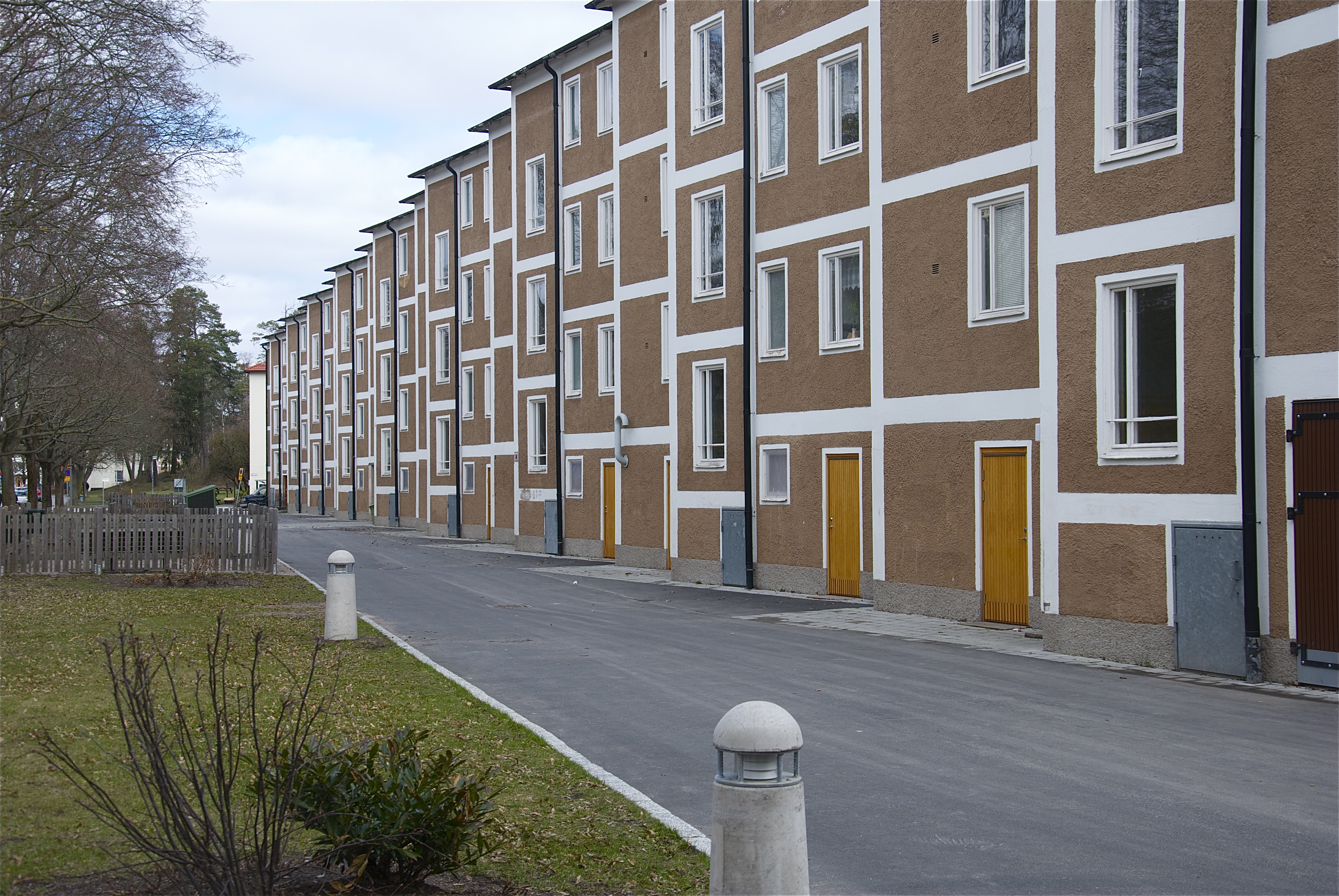
Fasad mot nordväst.